# José Batres Montúfar
Pour les articles homonymes, voir Montúfar.
José Batres Montúfar, dit Pepe Batres, né le 18 mars 1809 à San Salvador dans la Capitainerie générale du Guatemala et mort le 9 juillet 1844 à Guatemala, est un poète, homme politique, ingénieur et militaire guatémaltèque.
Issu d'une vieille famille coloniale, il est considéré comme le meilleur poète du Guatemala au XIXe siècle en raison de son travail intellectuel littéraire sans précédent à cette époque, considéré comme inégalé jusqu'au romancier José Milla y Vidaurre. Il est mentionné par des poètes et auteurs comme Marcelino Menéndez y Pelayo et José Martí, ainsi que par le spécialiste de la littérature latino-américaine Pedro Henríquez Ureña, qui dit de lui qu'il est « le meilleur des poètes doués du don de l'humour ».
Perdant ses biens à la suite de la première guerre civile centraméricaine (en) (1826-1829) et à l'exil des membres et amis de la famille Aycinena en 1829, il revient et récupère une notoriété avec l'arrivée du conservateur général Rafael Carrera en 1839. Batres Montúfar devient ensuite chef politique d'Amatitlán.

## Biographie

### Premières années
Fils de José Mariano Batres y Asturias et Mercedes Montúfar y Coronado, Pepe Batres, comme il était communément appelé, reçoit des leçons littéraires, d'enseignement de musique, de langue française et des principes de chevalerie et galanterie, constituant ainsi la base du caractère du futur poète. Bénéficiant d'une éducation distinguée en raison de son statut de sa position sociale et de son ascendance créole, des préoccupations commencent avec l'indépendance du Guatemala en 1821. Il entre à l'École des Cadets en 1824 et est entre autres dirigé par le colonel d'artillerie et proche parent Manuel Arzú (en). Sur place, Batres Montúfar excelle en mathématiques et dans l'art militaire. Il quitte l'école avec le grade d'officier d'artillerie.

### Carrière militaire et politique
En 1826, débute la première guerre civile centraméricaine (en) et, alors âgé de 18 ans, José Batres Montúfar participe à la bataille de Milingo au Mexique où il est fait prisonnier par les forces salvadoriennes. En prison aux côtés de Miguel García Granados, futur chef politique, dit de lui dans ses mémoires : 

« Les Montúfares avaient de bons livres — dit-il — et je les ai tous lus. Comme certains d'entre eux étaient en français, que je ne comprenais pas à l'époque, Pepe Batres m'a donné des cours de traduction et en quelques jours j'ai pu les lire. Par contre, je lui ai appris l'anglais et j'ai admiré la facilité et la rapidité avec laquelle il a appris à traduire cette langue. »

Batres Montúfar revient au Guatemala en 1830 après un exil causé par la défaite du gouverneur Mariano de Aycinena et la dépossession des biens des membres du clan conservateur Aycinena, qui inclut sa famille,, face au général libéral hondurien Francisco Morazán en 1829,.
Le 25 août 1838, il est démis de la première compagnie de brigade d'artillerie avec le grade de capitaine-commandant.
En avril 1839, le chef paysan Rafael Carrera prend le contrôle de Guatemala. Carlos Salazar Castro et ses alliés libéraux prennent alors la fuite et permettent alors à Carrera de favoriser le retour de Mariano Rivera y Paz comme gouverneur. Rivera y Paz nomme à son tour Carrera général en chef de l'armée et Montúfar chef politique d'Amatitlán.
L'Assemblée constituante dissoute par Francisco Morazán est rétablie en mai 1839. Le gouvernement Rivera et Paz entame alors des négociations afin de conclure des pactes d'amitiés avec le Honduras en mai, le Salvador en juin, le Nicaragua en juillet et le Costa Rica en août. Ces ententes permettent le retour de l'archevêque et restaure l'université pontificale San Carlos Borromeo.
Les forces libérales tentent une contre-attaque dans le nouveau Los Altos, mais celle-ci est réduite à néant par Carrera. Une autre tentative de Morazán à Guatemala conduite à sa défaite décisive contre Carrera en 1840. Batres Montúfar combat aux côtés des forces conservatrices.

### Carrière d'ingénieur
En mai 1844, Batres Montúfar est démis de ses fonctions dans l'armée en raison d'une maladie. Auparavant, il avait étudié l'ingénierie jusqu'à obtenir le titre d'ingénieur topographe en décembre 1835. En 1837, le gouvernement de la république fédérale d'Amérique centrale commande à un groupe d'ingénieurs de faire l'exploration du Río San Juan au Nicaragua afin de vérifier de la possibilité pour l'État de construire un canal interocéanique. L'ingénieur anglais John Baily est nommé pour diriger des travaux d'exploration et Batres Montúfar l'accompagne à titre d'ingénieur assistant. La région du San Juan est alors recouverte d'une jungle tropicale inexplorée et pleine de dangers. Batres est accompagné de son frère Juan, qui meurt de la fièvre alors qu'il est âgé de 21 ans. Attristé, Batres rédige le poème suivant : 
Peuplé de bêtes, couvert de jungles

qui a vu passer cent siècles,

là-bas au Nicaragua un désert s'étend

Son histoire... aucune ! Sa limite… la mer.

### Mort
Batres Montúfar retourne au Guatemala en avril 1838. Malade dans son corps et son âme, il est tout de même nommé corregidor du département de San Juan Amatitlán. Élu député à l'Assemblée législative trois ans plus tard, il meurt à Guatemala en juin 1844 à l'âge de 35 ans.

## Galerie

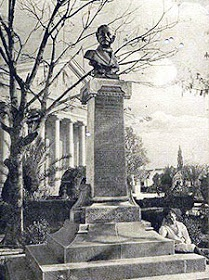
Buste de José Batres Montúfar, en place devant le Théâtre Colón Theater remodelé en 1892.
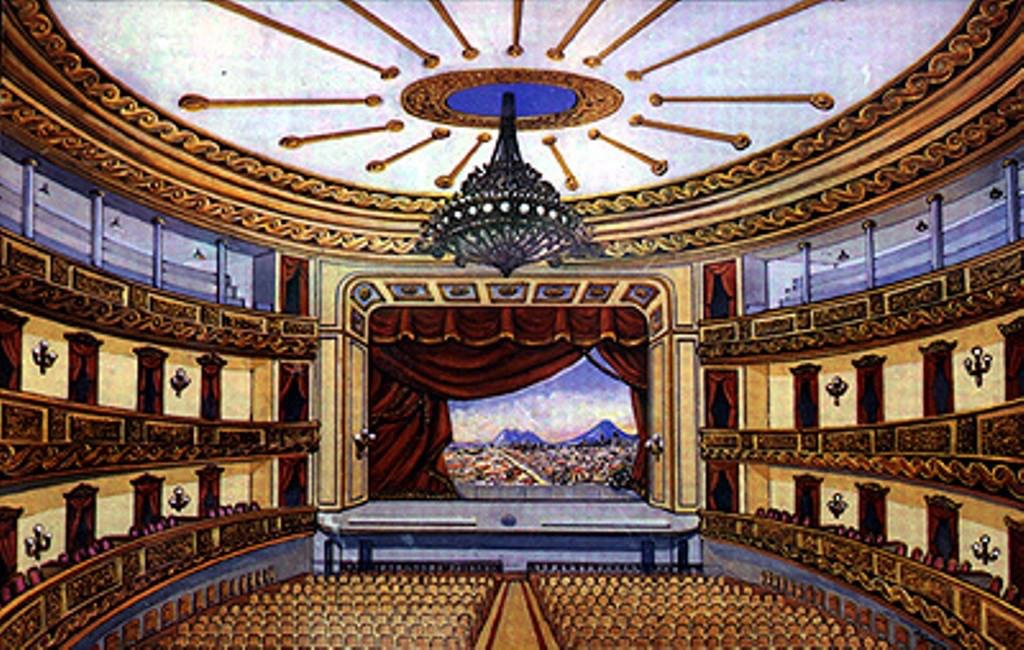
Scène du Théâtre Colón. Peinture de 1890.